# Carrizo de la Ribera
Carrizo de la Ribera é um município da Espanha na província de Leão, comunidade autónoma de Castela e Leão, de área 41,89 km² com população de 2613 habitantes (2004) e densidade populacional de 62,38 hab/km².

## Demografia
| Variação demográfica do município entre 1991 e 2004 | Variação demográfica do município entre 1991 e 2004 | Variação demográfica do município entre 1991 e 2004 | Variação demográfica do município entre 1991 e 2004 |
| --------------------------------------------------- | --------------------------------------------------- | --------------------------------------------------- | --------------------------------------------------- |
| 1991                                                | 1996                                                | 2001                                                | 2004                                                |
| 2862                                                | 2829                                                | 2747                                                | 2613                                                |